# Aamon
În demonologie, Aamon este unul dintre asistenții lui Astaroth și unul dintre cei trei demoni care slujesc pe Satanachia. El cunoaște trecutul și viitorul, dând aceste cunoștințe celor care-și vînd sufletul Satanei. Conform unor autori, are 40 legiuni de demoni  sub comanda sa și deține titlul Prinț. Uneori apare ca un om  cu capul de bufniță și, uneori, ca un om cu cap de lup și coadă de șarpe. Demonologistii l-au asociat cu numele lui Amon, zeul egiptean, sau cu zeul Ba'al Hammon din Cartagina. Este cunoscut și ca Naum, al cărui nume înseamnă "cel care duce la lăcomie".Amon este asociat cu păcatul capital denumit mânie. 